# Фитол
Фитол (от др.-греч. φυτόν — растение) — ациклическое алифатическое органическое химическое соединение с структурной формулой C20H40O, относится к одноненасыщенным дитерпенам, основу которых составляют остатки изопрена.
Входит в состав хлорофилла, витамина E, витамина K1 как заместитель фитил.
Служит стимулятором роста для молочнокислых бактерий.